# Albrecht Fredrik Richard de la Chapelle
Albrecht Fredrik Richard de la Chapelle (né le 15 janvier 1785 à Bromarv - 28 janvier 1859 à Helsinki)  est un baron, avocat, homme d'État et sénateur finlandais,.